# 羽林軍十二
羽林軍十二(宝瓶座68)，是一颗位于宝瓶座的恒星，视星等5.24。羽林軍十二是一颗高自行速率的恒星。